# (12221) Ogatakoan
(12221) Ogatakoan est un astéroïde de la ceinture principale.

## Description
(12221) Ogatakoan est un astéroïde de la ceinture principale. Il fut découvert le 14 novembre 1982 à Kiso par Hiroki Kosai et Kiichiro Hurukawa. Il présente une orbite caractérisée par un demi-grand axe de 2,62 UA, une excentricité de 0,09 et une inclinaison de 2,0° par rapport à l'écliptique.

## Compléments